# Jimmi Sørensen
Pour les articles homonymes, voir Sørensen.
Jimmi Sørensen, né le 7 novembre 1990, est un coureur cycliste danois.

## Palmarès
- 2007
  - 2e étape du Keizer der Juniores (contre-la-montre)
  - 2e du championnat du Danemark du contre-la-montre par équipes juniors
  - 3e du championnat du Danemark du contre-la-montre juniors
  - 8e du championnat du monde du contre-la-montre juniors
- 2008
  -  Champion du Danemark du contre-la-montre juniors
  - Youth Tour Greve
  - 1re étape de l'International 3-Etappen-Rundfahrt der Rad-Junioren (contre-la-montre)
  - 2e étape du Keizer der Juniores (contre-la-montre)
  - 2e du Keizer der Juniores
  - 3e du championnat du Danemark du contre-la-montre par équipes juniors
  - 4e du championnat du monde du contre-la-montre juniors
- 2009
  -  Champion du Danemark du contre-la-montre espoirs
  - 2e du championnat du Danemark du contre-la-montre par équipes
- 2010
  - 2e du championnat du Danemark du contre-la-montre espoirs
- 2011
  -  Champion du Danemark du contre-la-montre par équipes
  - 2e du championnat du Danemark du contre-la-montre espoirs
- 2012
  - 3e du championnat du Danemark du contre-la-montre par équipes
- 2014
  - 3e du championnat du Danemark du contre-la-montre par équipes

## Classements mondiaux
| Année           | 2010 | 2011 | 2012 | 2013 | 2014   |
| --------------- | ---- | ---- | ---- | ---- | ------ |
| UCI Africa Tour | 125e |      |      |      |        |
| UCI Europe Tour | 864e | 841e |      |      | 1 101e |